# Jean-Yves Lechevallier
Pour les articles homonymes, voir Lechevallier.
Jean-Yves Lechevallier, né le 11 janvier 1946 à Rouen,, est un artiste plasticien, sculpteur et peintre français.

## Biographie
Son père, Jacques Lechevallier, est architecte, aquarelliste et pastelliste, Jean-Yves Lechevallier grandit donc entouré de plans, d'esquisses et de maquettes. Lors d'un voyage de vacances en famille aux Baux-de-Provence, il récupère une pierre triangulaire utilisée pour caler la voiture ; après l'avoir rapportée à Rouen, il entreprend de la façonner. Quelques années plus tard en 1966, un architecte urbaniste ami de la famille, Robert Louard,, demande au jeune homme de recréer cette première sculpture (la considérant comme un prototype), pour l'installer dans le nouveau quartier de logements dont il a la responsabilité sur l'île Lacroix à Rouen. C'est sa première commande officielle, il a 20 ans, et la sculpture porte le nom  Voile, évoquant la voile d'un bateau. Sculpteur précoce, en 1961, à l'âge de 15 ans, il a présenté sa première exposition de sculptures animalières en pierre de Provence selon la technique de la taille directe à la galerie Prigent de Rouen.
Il est diplômé de l'École régionale des beaux-arts de Rouen et de l'École nationale supérieure des arts décoratifs de Paris. Il travaille d'abord comme maquettiste pour l'architecte Daniel Badani.

## Travail artistique
Jean-Yves Lechevallier est influencé par les réflexions du sculpteur et poète Jean Arp autour des notions de Nature et Sculpture.        
Ses œuvres sont très variées en termes de matériaux, de composition et de style (bas relief, haut relief, statuaire et caryatides, pièces monumentales). Il utilise les bois exotiques, la pierre et le marbre, les métaux : cuivre, fonte d'aluminium, bronze, acier inoxydable, le béton naturel simple ou avec inclusion de fibres (cridofibre, matériau dont il demande la mise au point au fabricant), et enfin le polyester.
Certaines de ses œuvres sont classiques sans académisme, d'autres allient des matériaux a priori antagonistes mais se valorisant réciproquement.
Pendant les années de reconstruction, par la voie du 1 % artistique et grâce à la politique culturelle française, il participe aux nombreux concours organisés par l'État et les municipalités, ces œuvres de commande s'inscrivent dans le paysage architectural des villes, dans les lieux publics ; les jardins, les écoles, les casernes, les cités. Une de ses œuvres apparait d'ailleurs, pour anecdote, comme point de rendez-vous des protagonistes dans le film d'Alain Resnais, On connaît la chanson (2007), dont un des propos sous-jacents est une réflexion sur l'intégration de l'architecture de la deuxième moitié du XXe siècle au paysage urbain historique de Paris.
Sa préférence va aux œuvres monumentales en plein air, comme le dit Corinne Schuler : « By forcing art into confined spaces, you lose so much(…) of its beauty  », trad. : « en forçant l'art dans des espaces confinés, on perd tellement de sa beauté ».
Il est lauréat du concours de l'association Robert Schuman Pour l'Europe « La Flamme de l'Europe » à Scy-Chazelles, en 1977, pour le 20e anniversaire des traités de Rome. Le projet est soutenu par Jean Monnet et la sculpture est inaugurée par le président du Sénat, monsieur Alain Poher en présence d’Otto de Habsbourg-Lorraine.
La sculpture Point d'orgue (1992) accrochée aux rochers, à l'entrée du tunnel de Monaco, dont les surfaces convexes en acier poli se colorent et reflètent les nuances et les teintes changeantes, tendres ou violentes, de l'aube au crépuscule jusqu'à la nuit est une œuvre qui s'anime et participe de l'environnement, du paysage, de la nature. 

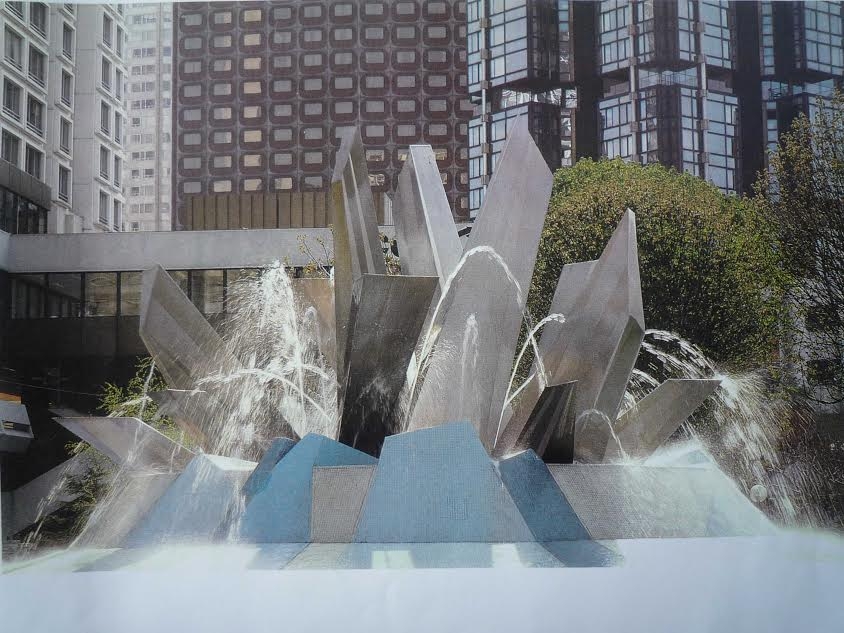
fontaine Cristaux

La Croix des Gardes, de conception très pure, se dresse et scintille au sommet de la colline surplombant la Méditerranée, appartenant ainsi à la tradition des constructions symboliques en altitude dominant de larges horizons. 
Une autre de ses prédilections va aux fontaines. Pierre Boulez lui rend d'ailleurs hommage pour la réalisation de la fontaine Cristaux dans un de ses entretiens télévisés sur Béla Bartók en 82.
Sa trajectoire créative explore et développe différents styles, ainsi après la série Humakos, (cinq œuvres) dont Humakos V deux fois primée ; il passe à une exploration différente le temps d'une autre série, mais il reviendra  à une série antérieure après maturation de plusieurs années ; puisant  ainsi l'inspiration dans sa propre création dans un mouvement de spirale et de ressort s'apparentant au processus hégélien. Ainsi, Spirale à Saint-Tropez, inaugurée en 2007 n'est pas sans filiation avec Polypores à Paris, 1983, ou Concrétion à Théoule-sur-Mer en 1987[réf. nécessaire].

## Citations
« La fontaine Béla Bartók de Lechevallier (...) évoque des cristaux de quartz géants émergeant du sol entre lesquels s'élancent des jets d'eau. Cette sculpture est exceptionnelle de rigueur et pureté géométrique ». Xavier de Buyer dans Fontaines de Paris.

## Œuvres
Sélection d'œuvres :
- Voile,  Île Lacroix, Rouen. 1966
- La fontaine Fleurs d'eau sur le front de Seine à Rouen. 1975
- La Flamme de l'Europe dans les jardins de la Maison de Robert Schuman à Scy-Chazelles. 1977
- La fontaine du jardin de la mairie à Le Chesnay-Rocquenourt. 1979
- La sculpture fontaine Cristaux dans le Square Béla-Bartók à Paris. 1980
- La fontaine des Polypores[18], située Rue Modigliani, inaugurée par Jacques Chirac, Paris. 1983.
- Humakos V à Peymeinade. 1989
- La fontaine Spirale de la place Celli à Saint-Tropez[19]. 2007
- La fontaine Fungia, à Draguignan[20]. 2007
- La fontaine Concrétion à Théoule-sur-Mer[21]. 1987
- La Croix des Gardes à Cannes[22] est toujours un symbole et un lieu de recueillement[23]. 1990
- Aile entravée conçue pendant la Guerre du Golfe[24], dans les jardins du Palais Carnolès au Musée des beaux-arts de Menton (Alpes-Maritimes). 1991
- Point d'orgue qui orne l'entrée du tunnel de Monaco[25]inauguré en présence du prince Rainier et de son fils Albert. 1992
- Structuration F1 à Maranello en Italie pour Ferrari[26] qui incorpore une F1 spécialement conçue pour le pilote automobile Michael Schumacher. 2002[27],[28].
- Red Love [29]. 2009

Plus discrètes sont les œuvres commandées par différentes entreprises des secteurs de l'industrie privée ou d'État, en France pour l'École des Mines de Sophia Antipolis grâce à Pierre Laffitte et aussi à l'étranger.
D'autres sont encore plus confidentielles et appartiennent à des collections privées (Lincolnville) aux États-Unis, en France et à Monaco.

## Galerie

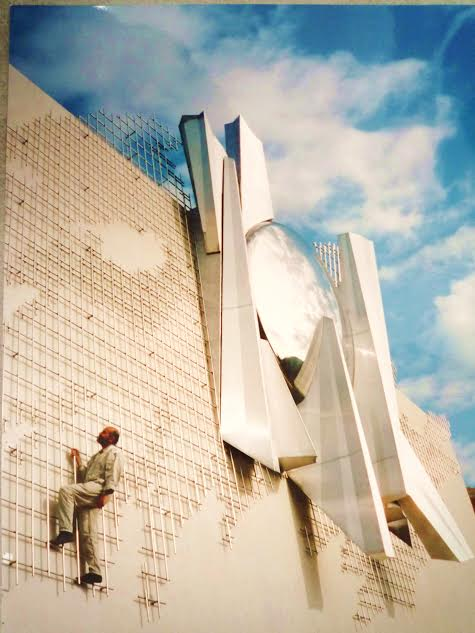
Point d'Orgue Monaco
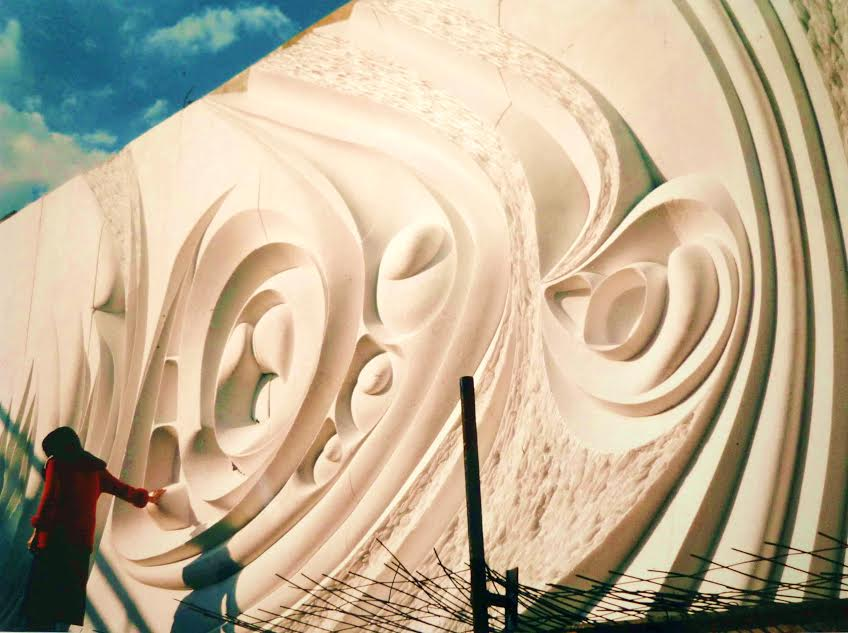
La lutte des élements, Le Chesnay
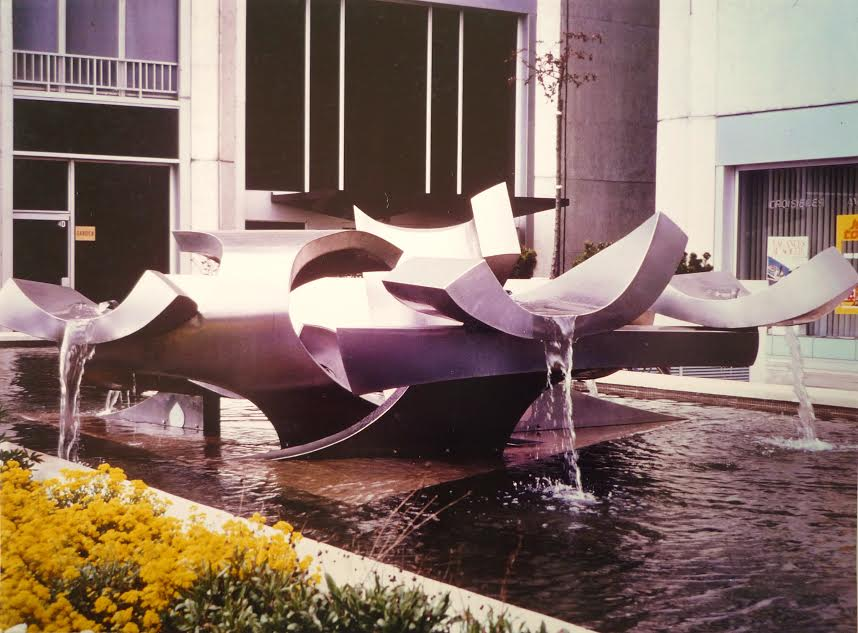
Fontaine Fleurs d'eau, Rouen
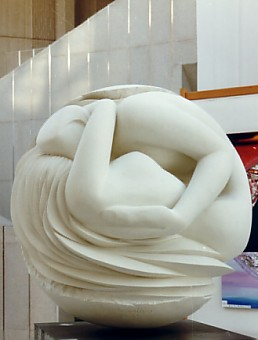
Sculpture Humakos V, Peymeinade,
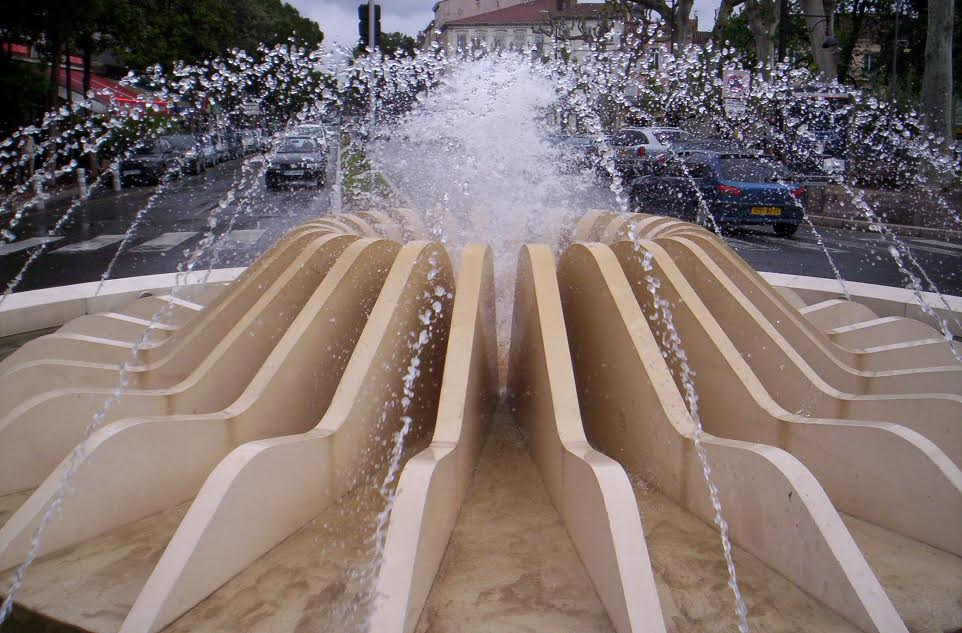
Fontaine Fungia, Draguignan
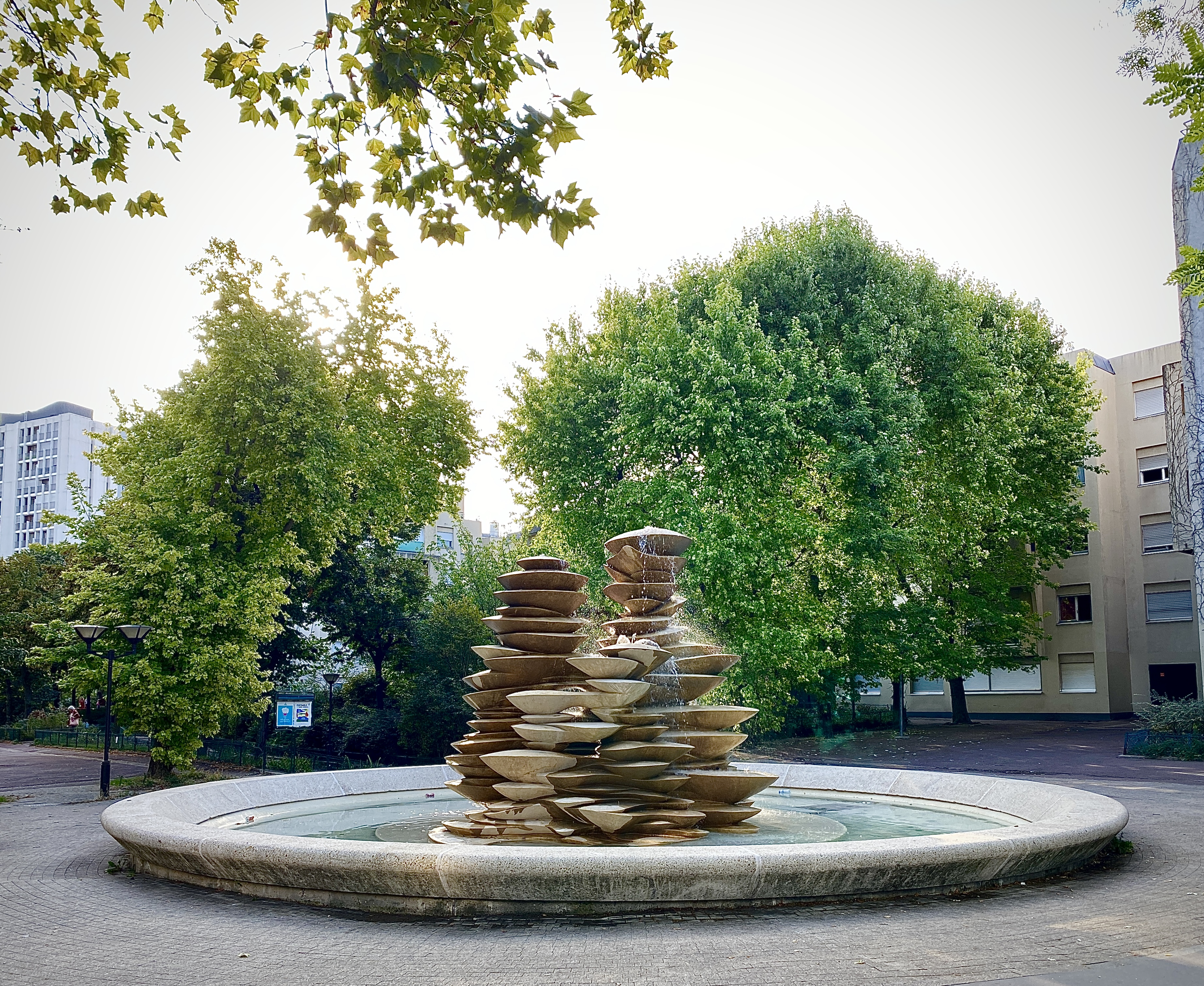
La Fontaine des Polypores, Paris
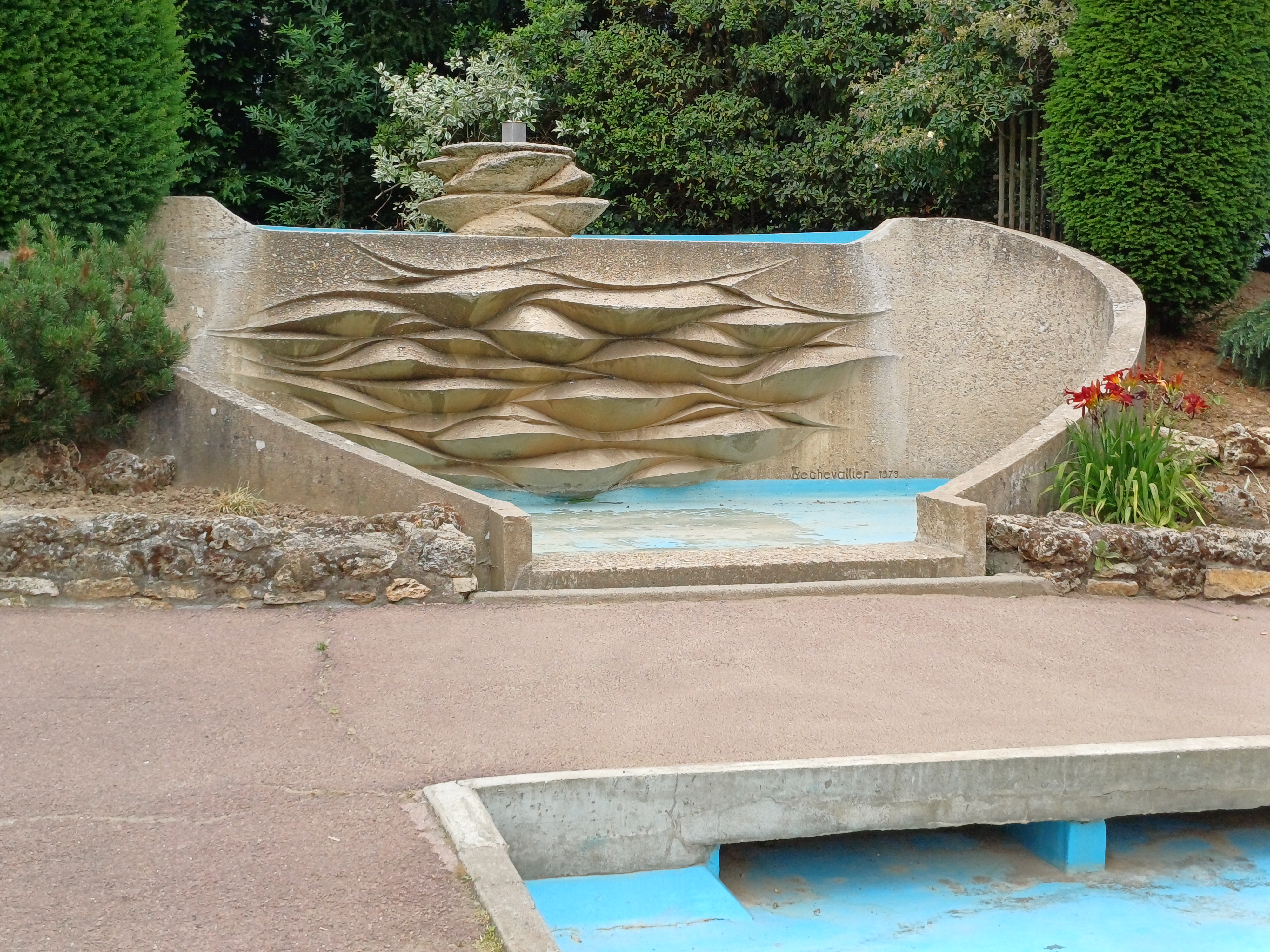
Fontaine du jardin de la mairie, Le Chesnay-Rocquencourt

## Expositions, salons et prix
Une sélection :
- Musée d'art moderne de la Fondation Enzo Pagani à Castellanza (Va) en Italie. 1973
- Musée municipal de Mougins.  1993 (Sculptures, peintures et pastels)
- Chapelle Saint-Jean-Baptiste de Saint-Jeannet. (Galerie Quadrige). 1995
- Sentiers de la Sculpture, Saint-Tropez. 2010
- Salon de Mai. Paris. 1999
- Salon Réalités nouvelles. Paris. 1972
- 1er prix de sculpture (ECAL) au Space Camp de Patrick Baudry. 1991
- Prix d'honneur de la ville de Grasse, Exposition pour l'Europe. 1990
- Prix du concours de l'Association Robert Schuman pour l'Europe. 1977
- Sélection pour la Fujisankei Biennale du Hakone Open Air Museum Musée en plein air de Hakone Japon. 1993